# Villa rustica de la Densuș (1)
Villa rustica este situată pe teritoriul localității Densuș din județul Hunedoara, în punctul numit La ogoare. 

## Legături exerne
- Roman castra from Romania (includes villae rusticae) - Google Maps / Earth Arhivat în 5 decembrie 2012, la Archive.is